# Manenuil
De manenuil (Jubula lettii) is een vogel uit de familie Strigidae (uilen).

## Verspreiding en leefgebied
Deze soort komt voor van Liberia tot Ghana en van zuidelijk Kameroen en Gabon tot oostelijk Congo-Kinshasa.

## Status
De grootte van de populatie is niet gekwantificeerd maar de soort wordt omschreven als zeldzaam in het westen van zijn verspreidingsgebied en meer algemeen in het oosten. Op de Rode lijst van de IUCN heeft deze soort de status onzeker.